# 百華
百華（ももか、1982年12月24日 - ）は、日本の元AV女優・元ストリッパー。

## 略歴
2001年に「中田しこ（なかだ しこ）」としてデビューし、程なく「百華」に改名。アナルファック・中出し・放尿などハードなプレイもこなしたロリ系のAV女優である。
2002年からストリッパー（川崎ロック座所属）としても活動。
2003年頃にAVを引退。

## 出演作品

### アダルトビデオ
2001年
- ぶっかけ中出しアナルFUCK 【はじめまして、中出しこ（仮）です】 （12月15日、MOODYZ）共演:田代幸恵 ※「中田しこ（仮）」名義

2002年
- しこちゃんとヤル。 （2月15日、MOODYZ） ※「中田しこ」名義
- HARD! HARD! HARD! （2月15日、MOODYZ） ※「中田しこ（百華）」名義
- スペレズ娘。 （3月1日、MOODYZ）共演:泉星香、澤宮有希、京野真里奈
- ムーディーズ娘。1 （4月1日、MOODYZ）共演:紋舞らん、京野真里奈、Saiko
- ムーディーズ娘。2 （7月1日、MOODYZ）共演:紋舞らん 京野真里奈 Saiko、蒼吹雪、藤木那奈
- ザーメンバンク （9月1日、MOODYZ）共演:紋舞らん、桜田由加里、京野真里奈
- 百華 Delight! （9月15日、MOODYZ）
- ムーディーズ娘。3 （10月1日、MOODYZ）共演:紋舞らん、京野真里奈、藤木那奈、雪野小春
- いじめっ娘。二刀流 （11月15日、MOODYZ）共演:紋舞らん
- 男装美少女ドラマ 俺は女だ! （12月15日、MOODYZ）

2003年
- ムーディーズ娘。4 解散 （2月15日、MOODYZ）共演:紋舞らん、京野真里奈、矢田あき、MECUMI
- AVおじゃマンボウ マル秘撮影現場にあいのり! （2月15日、MOODYZ）共演:デヴィ、紋舞らん、京野真里奈、矢田あき、MECUMI 他出演:南波杏
- 涙目ごっくん娘。 （3月15日、MOODYZ）共演:矢田あき
- 百華の音! （5月3日、DASH）共演:月島のあ
- 好きですザーメン。 （5月30日、VIP）
- 百華繚乱 〜ムチャしちゃイヤ〜ン!〜 （6月22日、BAZOOKA）
- ザーメンジャグジー 〜百華繚乱2〜 （7月22日、BAZOOKA）
- 百華いかせっぱなしの二本刺し （8月8日、GLAY'z）
- 三咲まお、百華の超高級○本ピンサロ嬢 （9月5日、SODクリエイト）共演:三咲まお

他